# Sunyer I. (Barcelona)
Suniario I., auch Suniario, lateinisch Suniarius, spanisch Suñer I, katalanisch Sunyer I. († 15. Oktober 954 im Kloster La Grasa im Conflent) war Graf von Barcelona, Girona, Urgell und Osona von 911 bis 947.

## Leben
Sunyer war ein Sohn von Wilfried dem Haarigen und der Guinidilda, und der jüngere Bruder seines Vorgängers als Graf von Barcelona, Wilfried II. Borrell. Er arbeitete gemeinsam mit seinen Brüdern in der Verwaltung des von seinem Vater 897 hinterlassenen Besitzes.
Es heißt, dass Wilfried I. seinen Söhnen Suniarius und Wilfried II. sein Reich mit der Bestimmung hinterlassen habe, dass sie es gemeinschaftlich regieren sollten. Die anderen Söhne erhielten seine weiteren Herrschaftsgebiete zugeteilt. Miró II. wurde die Grafschaft Cerdanya zugesprochen, und Seniofred, der von Heinrich Schäfer mit Sunyer gleichgesetzt wurde, erhielt die Grafschaft Urgel. Manuel de Bofarull y de Sartorio wies jedoch nach, dass es sich um zwei unterschiedliche Söhne gehandelt habe. Suniarius, der bisher gemeinschaftlich mit seinem Bruder regiert hatte, erbte den Thron von Barcelona, als Wifred II. starb. Es wurde vermutet, dass dieser einem Giftanschlag erlegen war.
Beim Tod seines Onkels Radulf Graf von Besalú um das Jahr 920 geriet er mit seinem Bruder Miró in Konflikt, wobei sie um die Nachfolge in dieser Grafschaft stritten. Der Disput wurde dadurch gelöst, dass Miró auf sämtliche Ansprüche auf Barcelona verzichtete, Sunyer auf Besalú.
Sunyer regierte bis 947 als Alleinherrscher, zog sich dann aber, in das von seinem Vater gestiftete Kloster San Juan de las Abadesas zurück, um seine Sünden zu büßen. Nach ihm wurde die Herrschaft erneut als Doppelregierung geführt, wobei Borrell II. sie um 966 als Alleinherrschaft fortführte, da der Mitregent, sein jüngerer Bruder Miro verstarb.
In manchen älteren Quellen ist die Folge der Grafen von Barcelona abweichend verzeichnet.
- Wilfried I Graf bis 906
- Wilfried II 906–26. April 914
- Miro[n] 914–918
- 918–967 Seniofredo

## Politik
Sunyer unternahm große Anstrengungen in seinen Grafschaften, betrieb vor allem Siedlungspolitik in Ausona. Er stärkte die Position der Kirche, gab ihr Land und damit Einkommen.
Nach außen gab er die defensive Haltung seiner Vorgänger auf und griff die Maurenstaaten im Süden an, schlug Schlachten bei Lleida und Tarragona. Gleichzeitig nahm er diplomatische Beziehungen zum Emir von Córdoba auf, der weitgehend die Kontrolle über seine nördlichen Provinzen verloren hatte. 912 wurde seine Armee vom maurischen Wali von Lleida im Tàrrega-Tal angegriffen und vernichtet. Sunyers Gegenangriff 914 warf sie dann aber zurück. Er besiedelte danach das Gebiet von Penedès, das zuvor häufig Schauplatz der Auseinandersetzungen zwischen den Franken und den Muslimen gewesen war, bis hinunter nach Olèrdola (929).
936/937 leitete er einen weiteren Feldzug gegen die Muslime. Er schlug das Königreich Valencia einschließlich des germanischen Stammes der Quaden. Die Mauren gaben daraufhin Tarragona auf, das nun Niemandsland wurde, während Tortosa gezwungen wurde, dem Grafen von Barcelona Tribut zu zahlen.

## Nachkommen
In erster Ehe heiratete er Aimilda, die wohl 920 starb, und von der vermutlich eine Tochter hatte, Guinidilda, die die Ehefrau von Hugo von Rouergue, Herr von Quercy, wurde.
In der Zeit zwischen 917 und 923 heiratete Sunyer in zweiter Ehe Richilda (von Toulouse, ca. 905–955), Tochter des Grafen Armengol von Rouergue, mit der er vier Söhne und eine Tochter hatte:
- Ermengol, auch Armengol genannt; † 940/943, Graf von Osona,
- Borrell II.; † 992, Graf von Barcelona etc.
- Miró, auch Mirón genannt, Graf von Barcelona und Osona
- Adelaida (Bonafilla); † vor 955, die Nonne von San Juan de las Abadesas und die erste Äbtissin von San Pedro de las Puellas war.
- Wilfried; † nach 986

Seine Frau Richilda trat oftmals gemeinsam mit ihm bei Regierungsveranstaltungen auf. Als er sich 947 ins Kloster begab betraute er seine Frau mit der Reparatur des Klosters Santa María de Rosas, das bei einem Angriff der Sarazenen zerstört worden war. Sie war eine Förderin des Klosters San Pedro de las Puellas. Mit ihrem Ehemann leitete sie am 19. Juni 945 die Weihe der Kirche Santa Cecilia durch den Bischof Guilera von Barcelona.
Er starb 954 im Kloster La Grasa im Conflent. Er hatte am 30. Juni 953 noch aktiv eine Abtretung einiger seiner Besitztümer an dieses Kloster veranlasste, um für sein Seelenheil zu sorgen. Es heißt weiter:

«En el siguiente año, y muerto ya el conde de Barcelona Suñer, su esposa Riquildis y sus hijos Armengol, Borrell y Mirón, confirmaron al monasterio de Santa María de la Grassa todas las iglesias y posesiones que había cedido al indicado monasterio su esposo y padre […]»

„Im folgenden Jahr und mit dem Tod des Grafen Suñer von Barcelona bestätigten seine Frau Richildis und ihre Söhne Armengol, Borrell und Mirón dem Kloster Santa María de la Grassa alle Kirchen und Besitztümer, die ihr Ehemann und Vater an das besagte Kloster abgetreten hatte […]“